# 长须鲨科
長鬚鯊科（學名：Brachaeluridae）又稱盲鬚鮫科，是板鰓亞綱鬚鮫目的其中一科，此科下唯一的一屬長鬚鯊屬。

## 下级分类
本科包括以下属：
- 長鬚鯊屬 Brachaelurus Ogilby, 1907
- Eostegostoma Herman & Crochard, 1977
- Folipistrix Kriwet, 2003
- Palaeobrachaelurus Thies, 1983
- Paraginglymostoma Herman, 1982